# منتخب تايلاند للكابادي
منتخب تايلاند للكابادي هو ممثل تايلاند الرسمي في المنافسات الدولية في كابادي
.